# Узунбулак (Кокпектинский район)
Узунбулак (каз. Ұзынбұлақ) — село в Кокпектинском районе Абайской области Казахстана. Входит в состав Кокпектинского сельского округа. Находится примерно в 14 км к югу от районного центра, села Кокпекты. Код КАТО — 635030400.

## Население
В 1999 году население села составляло 592 человека (302 мужчины и 290 женщин). По данным переписи 2009 года, в селе проживали 263 человека (140 мужчин и 123 женщины).